# ジョン・スコット賞
ジョン・スコット賞（ジョン・スコットしょう、英語: John Scott Award）は、1816年にジョン・スコット・レガシー・メダル・アンド・プレミアム (John Scott Legacy Medal and Premium) として創設された賞で、「人類の慰安、福祉、幸福」の改善に資する有意義な発明をした人物に与えられる。1919年からは、フィラデルフィア都市財団理事会 (Board of Directors of City Trusts of Philadelphia)が、顧問委員会の助言に基づいて賞を与えるようになった。
1822年、13人を対象に初めての賞の授与を行なったフィラデルフィア農業振興協会 (Philadelphia Society for Promoting Agriculture) は、市当局の信託を受けた財団であった。
エディンバラの薬剤師であったジョン・スコット (John Scott) が拠出した 4,000ドルを、スコットが死去した1915年以降はある商人が管理し、1922年から、銅製のメダルと「20ドルを超えない金額 (an amount not to exceed twenty dollars)」が授与されるようになった。当時の20ドルは、去勢牛一頭、ないしは、12巻揃いの百科事典が買える金額であった。以来フランクリン協会が作成した候補者のリストに基づいて、フィラデルフィア市当局が数百人に及ぶ受賞者を選定してきた。

## 著名な受賞者
受賞者の大部分は、科学や医療の分野における発明によって受賞をしている。
- 1874年 - ジョージ・ウェスティングハウス
- 1875年 - クリストファー・レイサム・ショールズ
- 1886年 - ポール・ラ・クール
- 1889年 - カール・ローマン・アプト
- 1889年 - トーマス・エジソン
- 1889年 - エリフ・トムソン
- 1889年 - オットマー・マーゲンターラー
- 1897年 - エミール・ベルリナー
- 1898年 - ジョン・ウェズリー・ハイアット
- 1900年 - チャールズ・サムナー・テンター
- 1903年 - ジョルジュ・クロード
- 1905年 - ジョン・ブローニング
- 1905年 - アルトゥール・ヴェーネルト
- 1907年 - ジェームズ・アルフレッド・ユーイング
- 1908年 - ロバート・ウィリアム・ウッド
- 1910年 - レオ・ベークランド
- 1914年 - シャルル・エドゥアール・ギヨーム
- 1920年 - 野口英世
- 1921年 - マリ・キュリー
- 1922年 - ウィリアム・デュアン
- 1923年 - フレデリック・バンティング
- 1923年 - アーサー・デイ
- 1923年 - フランシス・アストン
- 1923年 - ジョゼフ・ジョン・トムソン
- 1923年 - クリスティアーン・エイクマン
- 1927年 - ペイトン・ラウス
- 1929年 - リー・ド・フォレスト
- 1931年 - グリエルモ・マルコーニ
- 1931年 - ハロルド・フレデリック・ピトケアン
- 1931年 - ウィリス・キャリア
- 1931年 - フアン・デ・ラ・シエルバ
- 1933年 - フランク・コンラッド
- 1933年 - ジョージ・リチャーズ・マイノット
- 1934年 - ニコラ・テスラ
- 1936年 - チャールズ・ケタリング
- 1937年 - アーヴィング・ラングミュア
- 1938年 - エドウィン・ハーバート・ランド
- 1938年 - ウェンデル・スタンリー
- 1942年 - エドウィン・アームストロング
- 1943年 - ヴァネヴァー・ブッシュ
- 1943年 - ジョン・ガーランド
- 1944年 - アレクサンダー・フレミング
- 1945年 - ロバート・バーンズ・ウッドワード
- 1949年 - セルマン・ワクスマン
- 1951年 - ロイ・プランケット
- 1952年 - ルイス・ウォルター・アルヴァレズ
- 1952年 - グレン・シーボーグ
- 1953年 - ジョン・ヘイシャム・ギボン
- 1954年 - ジョン・バーディーン
- 1954年 - イーゴリ・シコールスキイ
- 1954年 - ヴィンセント・デュ・ヴィニョー
- 1954年 - ウォルター・ブラッテン
- 1954年 - マーヴィン・カムラス
- 1957年 - ジョナス・ソーク
- 1957年 - フランク・ホイットル
- 1958年 - レナート・ドゥルベッコ
- 1958年 - アーチャー・マーティン
- 1959年 - ジョン・ランドール
- 1961年 - ジョン・モークリー
- 1961年 - ジョン・プレスパー・エッカート
- 1963年 - チャールズ・タウンズ
- 1963年 - ジュリオ・ナッタ
- 1964年 - チェスター・カールソン
- 1965年 - ハワード・フローリー
- 1968年 - クリストファー・コッカレル
- 1971年 - チャールズ・スターク・ドレイパー
- 1974年 - ジョン・R・ピアース
- 1974年 - ルドルフ・コンフナー
- 1975年 - ニック・ホロニアック
- 1977年 - ゴッドフリー・ハウンズフィールド
- 1978年 - ブルース・エイムス
- 1979年 - バックミンスター・フラー
- 1981年 - ジェームス・ブラック
- 1983年 - ゴードン・グールド
- 1984年 - セーサル・ミルスタイン
- 1984年 - ジョルジュ・J・F・ケーラー
- 1989年 - アラン・マクダイアミッド
- 1989年 - アラン・ヒーガー
- 1991年 - ルース・パトリック
- 1992年 - キャリー・マリス
- 1992年 - ブリトン・チャンス
- 1993年 - リチャード・スモーリー
- 1995年 - ジョン・C・マザー
- 1995年 - バリー・マーシャル
- 1995年 - ジョゼフ・テイラー
- 1997年 - フランク・アルバート・コットン
- 1998年 - バルーク・サミュエル・ブランバーグ
- 1998年 - ジューダ・フォークマン
- 1999年 - ブノワ・マンデルブロ
- 1999年 - アルフレッド・ジョージ・クヌードソンJr
- 2000年 - エイドリアン・バックス
- 2001年 - バリー・シャープレス
- 2001年 - ヴェラ・ルービン
- 2002年 - マリオ・カペッキ
- 2003年 - ダニエル・ハント・ジャンゼン
- 2003年 - バート・フォーゲルシュタイン
- 2004年 - トーマス・スターツル
- 2005年 - ジョアン・スタビー
- 2005年 - ソール・パールマッター
- 2008年 - スーザン・ソロモン
- 2009年 - ルーシー・シャピロ
- 2011年 - デビッド・クール
- 2012年 - ポール・スタインハート
- 2014年 - レナード・ヘイフリック
- 2015年 - ジョン・パデュー
- 2016年 - エマニュエル・シャルパンティエ
- 2016年 - ジェニファー・ダウドナ
- 2016年 - フェン・チャン（張峰）
- 2016年 - カール・ジューン
- 2017年 - 根井正利
- 2018年 - ビャーネ・ストロヴストルップ
- 2019年 - チャールズ・L・ケーン
- 2021年 - カリコー・カタリン
- 2021年 - ドリュー・ワイスマン
- 2024年 - 金出武雄